# Анемари Бострьом
Анемари Бострьом (на немски: Annemarie Bostroem) е германска поетеса, автор на театрални пиеси и преводачка.

## Биография и творчество
Родена е в Лайпциг в лекарско семейство. Учи в Мюнхен и Кьонигсберг. По време на Втората световна война следва литература и театрознание в Лайпциг, Берлин и Виена, а след това работи в издателство. От 1944 г. живее в Берлин.
Поетесата постига голям литературен успех с любовната си лирика, събрана под надслов „Терцини на сърцето“  (1947). Книгата ѝ е официално порицана от културните фактори в Източна Германия като „прекалено лична“ и чужда на обществено-политическите тежнения на „новия живот“. В класически размер и строги рими поетесата пресъздава с голяма художествена сила съкровените чувства и духовни състояния на влюбената жена.
Анемари Бострьом е автор и на успешната пиеса „Веригата пада“ (1948), поставена от театъра в Кемниц. В 1990 г. публикува хумористичната книга „За брадата на императора. 99 кръстословици в петостишия“.
Бострьом си спечелва име и с проникновени преводи на англоезична и друга поезия, представени с около 100 000 стиха заедно с нейни творби в 95 антологии – в Германия и чужбина.
Поетесата е съпруга на известния журналист, драматург, писател и издател Фридрих Айзенлор (1889 – 1954)